# De Havilland Venom
De Havilland DH.112 Venom byl britský poválečný jednomotorový proudový letoun, který byl vyvinut z letounu de Havilland Vampire. Letoun sloužil u Royal Air Force (RAF) v jednomístné verzi jako stíhací bombardér a v dvoumístné verzi jako noční stíhací letoun.
Venom byl přechodovým typem mezi první generací britských proudových stíhaček, letounů s rovnými křídly poháněné proudovým motorem s radiálním kompresorem jako byly letouny Gloster Meteor a Vampire, a mezi další generací letounů s šípovitými křídly poháněné motorem s axiálním kompresorem, jako byly stroje Hawker Hunter a de Havilland Sea Vixen. Letouny Venom byly i úspěšně vyváženy do Iráku, Švédska, Venezuely a na Nový Zéland. V poměrně velkém počtu (250 letounů) byly vyráběny i v licenci ve Švýcarsku pro švýcarské letectvo, kde vydržely ve službě až do 80. let 20. století.
Verze Sea Venom byla námořní verzí letounu pro působení na letadlových lodích.

## Vývoj

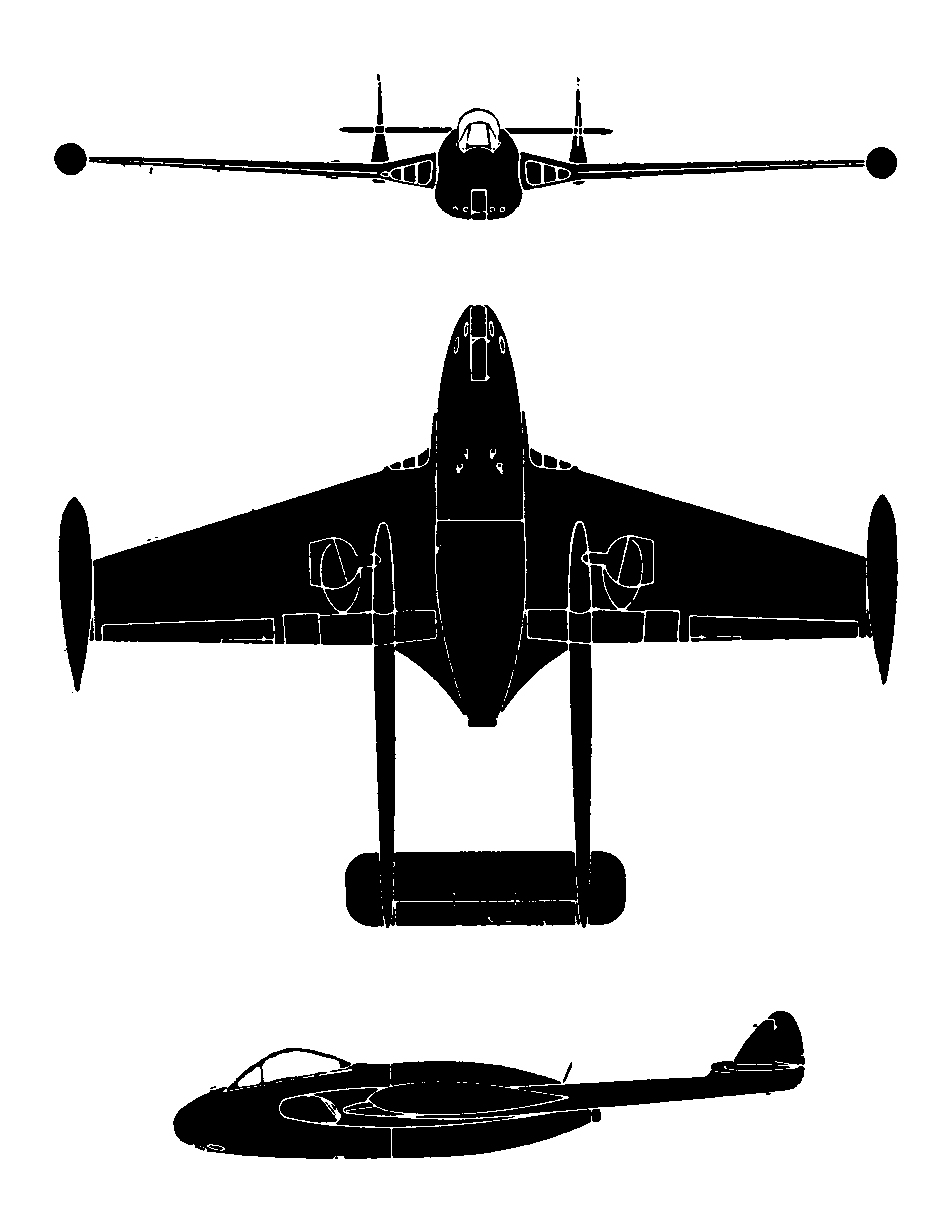
de Havilland Venom FB Mk.1

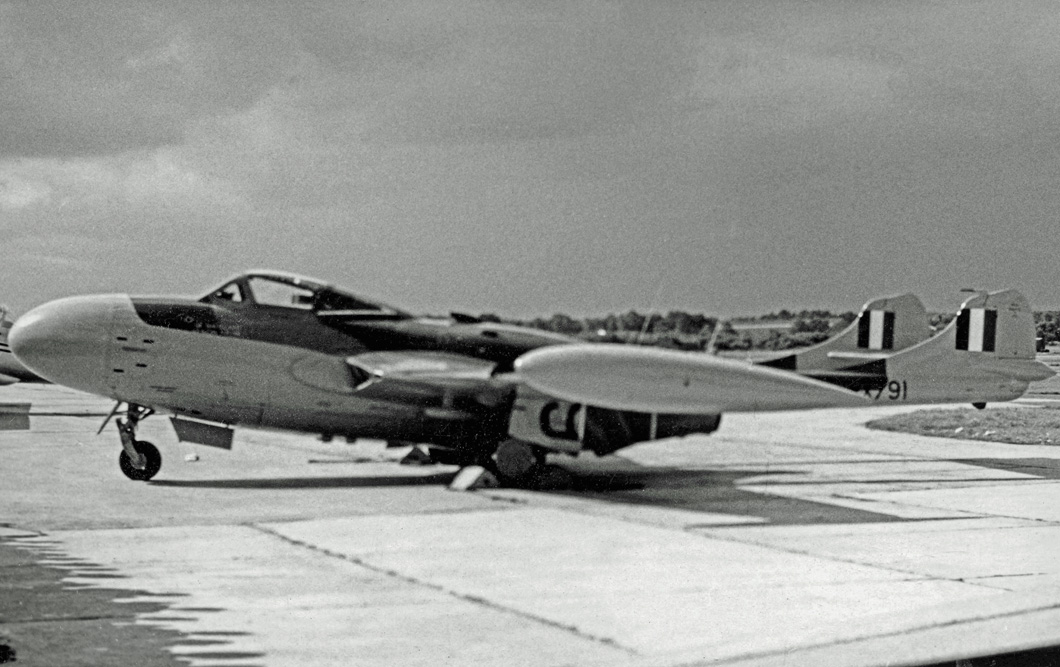
Venom NF.3

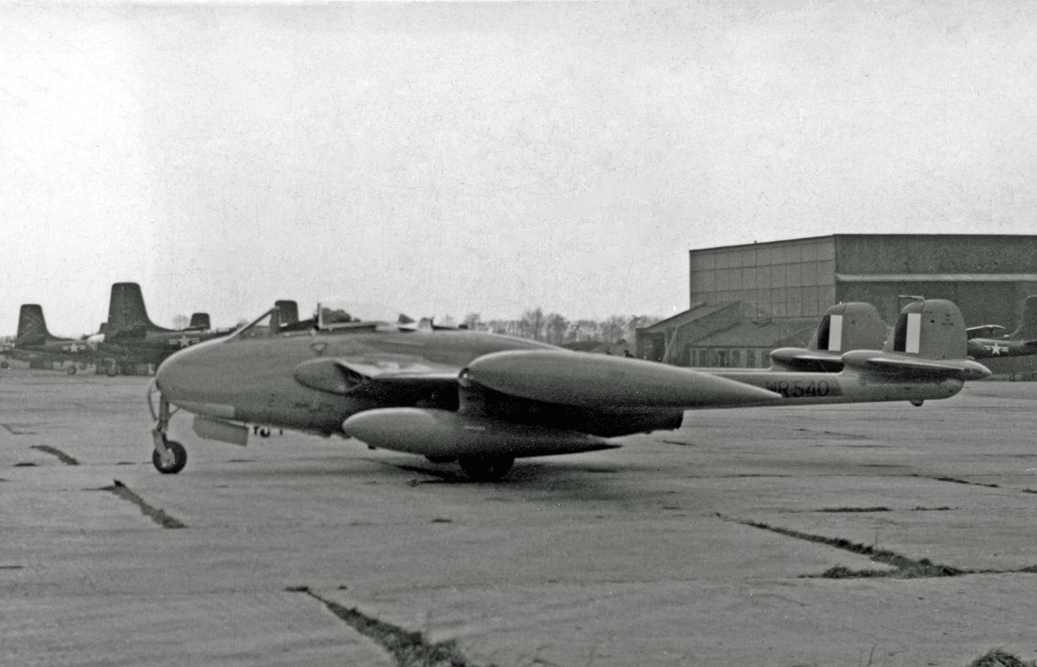
Venom FB.4

Letoun byl vyvinut ze stroje, který měl v budoucnu nahradit. Tímto letounem byl de Havilland Vampire, který byl historicky druhým typem proudových letounů ve službách RAF. V roce 1948 započaly práce na nové verzi letounu Vampire, která byla zpočátku označována Vampire FB Mk.8. Letoun, který vznikal na základě specifikací britského ministerstva letectví F.15/49, nakonec dostal označení DH.112 Venom. Základní konfigurace obou letounů byla stejná. Oba letouny měly krátký střední trup s dvojicí ocasních nosníků, které nesly ocasní plochy. Konstrukce obou letounů sestávala z kombinace dřeva a kovu. V dalších ohledech však byly letouny odlišné. Venom měl tenčí křídlo o tloušťce 10%, které si zachovalo šípovitost jen na náběžné hraně pod úhlem 17°6', naopak odtoková hrana křídla mířila kolmo k trupu. Poháněl jej také silnější motor de Havilland Ghost o tahu 21,6 kN. Motory se startovaly pomocí pyrotechnické patrony, která vyvíjela během startu motoru vysoký sloup černého kouře nad letounem. Na koncích křídla byly instalovány odnímatelné palivové nádrže, které se však nedaly odhodit za letu. Letoun se tak stal prvním strojem ve službách RAF s tímto typem nádrží. Pro testovací účely byl však druhý prototyp (VV613) vybaven jak nádržemi na koncích křídla, tak i klasickými přídavnými nádržemi.
První prototyp letounu Venom (VV612) poprvé vzlétnul 2. září 1949 z hatfieldského letiště, pilotován továrním zalétávačem Johnem Derrym. Další testy pokračovaly od května 1950 v Boscombe Down u zkušebního leteckého a výzbrojního střediska RAF. Po nutných úpravách přímo u výrobce, které zahrnovaly např. odlehčení křidélek, velikost brzdicích štítků a vyvážení směrovek, byl prototyp od září 1950 opět zkoušen v A&AEE. Druhý prototyp byl zalétán 23. července 1950 a v dubnu následujícího roku pokračoval ve zkouškách v Boscombe Down.
První sériový jednomístný stíhací bombardér pro RAF byl zalétnut v roce 1951 pod označením FB Mk.1 (nebo zkráceně FB.1) a do služby vstoupil v roce 1952. Tato verze byla postavena v počtu 375 strojů. Letoun byl podobně jako Vampire vyzbrojen čtyřmi kanóny ráže 20 mm Hispano Mk.V v přídi letounu a mohl nést i pumy do hmotnosti 907 kg (2 000 liber) nebo 8 neřízených raket RP-3 o hmotnosti 60 liber (27 kg). Od počátku roku 1954 sjížděly z výrobních linek FB Mk.1 se zesíleným křídlem a vystřelovacím sedadlem Martin-Baker 1F, později 2F. Licenční výroba letounů se rozběhla i ve Švýcarsku. Celkem bylo pro švýcarské letectvo vyrobeno 150 licenčních strojů FB Mk.1, přičemž 24 z nich bylo vyrobeno v průzkumné verzi pod označením FB Mk.1R. Tyto letouny měly zabudovanou sadu průzkumných kamer.
Po odstranění počátečních „dětských nemocí“ si letoun rychle získal reputaci rychlého, obratného a rychle stoupajícího stroje, který se dal použít nejenom jako stíhací bombardér, ale i jako výškový přepadový stíhač.
Další verzí Venomu byla dvoumístná noční stíhací verze označená NF Mk.2 (nebo zkráceně NF.2). Prototyp (G-5-3) letounu byl postaven na náklady výrobce a poprvé vzlétl 22. srpna 1950 a vstoupil do služby v roce 1953. Kvůli umístění druhého člena posádky (pilot a navigátor/operátor radaru) musely být provedeny změny trupu. Členové posádky seděli vedle sebe a letecký radar byl umístěn v nose letounu, který musel být kvůli radaru rozšířen a prodloužen. Letoun poháněl motor Ghost 104 s tahem 21,6 kN. Většina těchto letounů však prošla kvůli počátečním problémům modifikací na typ NF Mk.2A, které měly upravené ocasní plochy, posílené některé části trupu a byly vybavené kapkovitým přektytem kokpitu pro vylepšení výhledu. První letoun NF Mk.2A vstoupil do služby 16. srpna 1955 a tyto letouny zůstaly ve službě až do 31. srpna 1957. Tuto verzi následovala varianta NF Mk.3. Tato verze poprvé vzlétla 22. února 1953. Letoun měl znovu upravené ocasní plochy, motoricky ovládaná křidélka, motor Ghost 105 o tahu 22,9 kN a nový radar AI Mk.21. Švédsko zakoupilo 62 letounů NF Mk.51, což byly letouny NF Mk.2 (později NF Mk.3), které byly poháněny ve Švédsku vyráběnými motory Ghost RM 2A.
Poslední verzí pro RAF byl jednomístný stíhací bombardér FB Mk.4 (FB.4). První prototyp (WE381), přestavěný z verze Mk.1, poprvé vzlétl 29. prosince 1953. Letoun měl oproti verzi Mk.1 přepracovány svislé ocasní plochy, motoricky ovládaná křidélka, motor de Havilland Ghost 105 o tahu 22,9 kN a závěsy pro přídavné nádrže. Letoun byl vybaven i vystřelovacím sedadlem Martin-Baker 2F, i když vystřelovacím sedadlem byly vybaveny i některé později vyrobené letouny Mk.1. Zmodernizováno bylo rovněž přístrojové vybavení a radiostanice. Bylo vyrobeno celkem 150 pro RAF. Dodávky byly zahájeny v roce 1954. 22 letounů verze FB Mk.4 zakoupila i Venezuela (tyto letouny jsou označovány FB Mk.54) v letech 1955 a 1956. Exportní verze letounu Venom FB.1 byla označena FB Mk.50. Dva tyto stroje zakoupila Itálie a 15 strojů koupil Irák. Verze však byla také vyráběna i ve Švýcarsku pro švýcarské letectvo.
Hlavní výroba Venomů probíhala u společnosti de Havilland, ale určitý počet letounů byl postaven i u společností Fairey Aviation v Manchesteru. Plánovala se výroba i u společnosti Bristol Aeroplane, ale ani jeden z plánovaných 132 strojů FB.1 nebyl u této společnosti postaven. Mimo Spojené království byly letouny Venom a Sea Venom vyráběny u společností SNCASE ve Francii a v konsorciu švýcarských společností F&W Emmen, Doflug Altenshein a Pilatus AG Stans. Motory (mimo prvních 35 kusů, které vyrobila společnost de Havilland) pro švýcarské stroje vyráběla společnost Sulzer Brothers Winterthur.

### Sea Venom a Aquilon
O letouny Venom projevilo zájem i Královské námořnictvo. Byly objednány 3 prototypy letounů Sea Venom, které měly proti běžným Venomům celou řadu změn, které se týkaly hlavně jejich použití na palubách letadlových lodí. První z prototypů vzlétl poprvé 19. dubna 1954. Tyto letouny zakoupilo i australské RAAF.
Letouny Sea Venom byly vyráběny i licenčně ve Francii u společnosti SNCASE pod názvem Aquilon (Severní vítr). Letouny poháněly motory Ghost 48 Mk.1, které vyráběla v licenci italská společnost Fiat. Letouny se lišily od letounů Sea Venom v několika ohledech, např. typem instalovaného radaru.

## Služba

### Spojené království

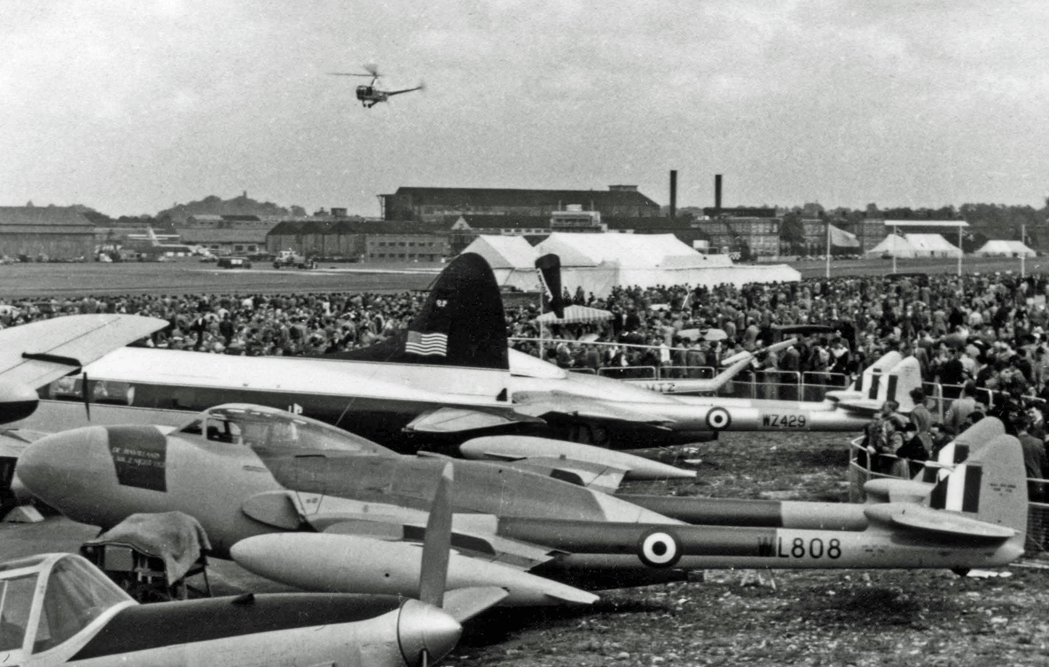
Noční stíhač Venom NF.2 RAF na letecké show ve Farnborough v roce 1952

Královské letectvo bylo hlavním provozovatelem letounů Venom. Ve službách RAF sloužily letouny po celém světě. Mnoho jich sloužilo na britských základnách v tehdejší Spolkové republice Německo, ale i na Kypru, v Africe a v Asii. Tam zažily stíhací bombardéry Venom službu během Malajské krize, která probíhala mezi lety 1948 a 1960, ačkoliv operací se účastnily až od poloviny 50. let 20. století. V Malajsii letouny Venom podporovaly operace proti komunistickým povstalcům jako součást operace FIREDOG, což byl kódový název pro operace RAF v Malajsii.
Po ukončení jejich služby v Malajsii se zbývající letouny přesunuly v roce 1959 k 28. peruti do Hongkongu. K jejich povinnostem patřilo hlídkování podél „bambusové opony“, což byla hranice mezi Hongkongem a Čínskou lidovou republikou. Letouny také hlídkovaly nad mořem, kde hledaly pirátské džunky a varovaly oblíbené pláže před žraloky. Tato peruť se stala poslední letkou RAF, kde tyto letouny působily. Poslední let vykonal letoun WR539 27. června 1962.
Letouny Venom také sloužily během Suezské krize, když působily z kyperské základny RAF Akrotiri. Anglo-francouzská operace pod kódovým označením „Operace Mušketýr“ byla zahájena jako reakce na znárodnění Suezského kanálu egyptským presidentem, kterým byl Gamál Násir. Letecká válka, která znamenala počátek Suezské války, byla zahájena 31. října 1956, kdy Venomy bombardovaly 5 egyptských letišť, přičemž zničily 14 letounů. V následujících dnech Venomy podnikly velký počet operačních letů, přičemž útočily na letiště, tanky a konvoje nákladních vozidel v deltě Nilu. Jeden Venom byl během tohoto konfliktu ztracen.
Venomy dále působily z Malty, Adenu a Ammánu v Jordánsku. V Adenu se letouny objevily v červnu 1955, přičemž se aktivně účastnily akcí proti povstaleckým kmenům. Zde letouny působily ve velmi horkém prostředí, kde slunce rozpalovalo stroje tak, že se jich nedalo dotknout holou rukou. Letouny Venom také sloužily během konfliktů na hranicích Adenu a Jemenu a v Ománu. Sloužily také během operací proti povstání Mau Mau v Keni.
Všechny Venomy byl staženy ze služby v první linii u RAF v roce 1962, přesto prokázaly svou užitečnost během působení po celém světě a to v těch nejtěžších klimatických podmínkách, ve kterých RAF působilo.

### Nový Zéland
Letouny Venom byly pronajaty Novému Zélandu, pro působení v konfliktu v Malajsii u 14. perutě RNZAF.

### Irák

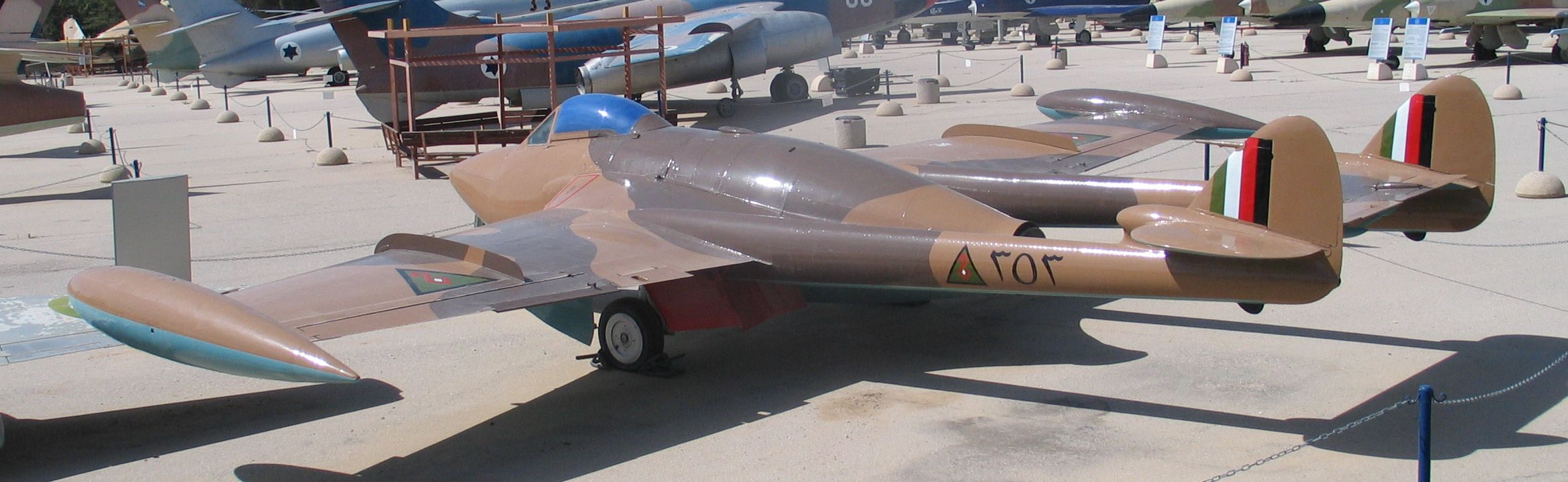
de Havilland Venom v irácké kamufláži v leteckém muzeu v Izraeli.

V roce 1955 koupil Irák 15 letounů verze FB Mk.50, které byly přiděleny 6. peruti iráckého letectva na základně Habbanija. Letouny byly dodávány od 8. dubna 1955 do 3. února 1956.

### Itálie
Italská společnost Fiat plánovala licenční výrobu letounů pro italské letectvo pod označením G.81. Itálie proto koupila jako první zahraniční odběratel dva letouny FB Mk.50. Z výroby u společnosti Fiat avšak nakonec sešlo. Italské stroje měly čísla MM6153 a MM6154 a byly dodány 21. února 1953.

### Švédsko
Švédské letectvo objednalo 16. září 1952 celkem 62 dvoumístných letounů NF Mk.51, které byly vybaveny ve Švédsku vyráběným motorem Ghost. Ve Švédsku létaly pod označením J33. Letouny byly dodávány od 11. prosince 1952 do 15. července 1957, přičemž první z nich byly vlastně letouny NF Mk.2, ale další již NF Mk.3. Dříve vyrobené kusy byly na tento standard upraveny. Poslední 4 švédské letouny dostaly civilní registraci pro společnost Swedair, přičemž prováděly pro letectvo vysokorychlostní vlekání cvičných terčů.

### Švýcarsko

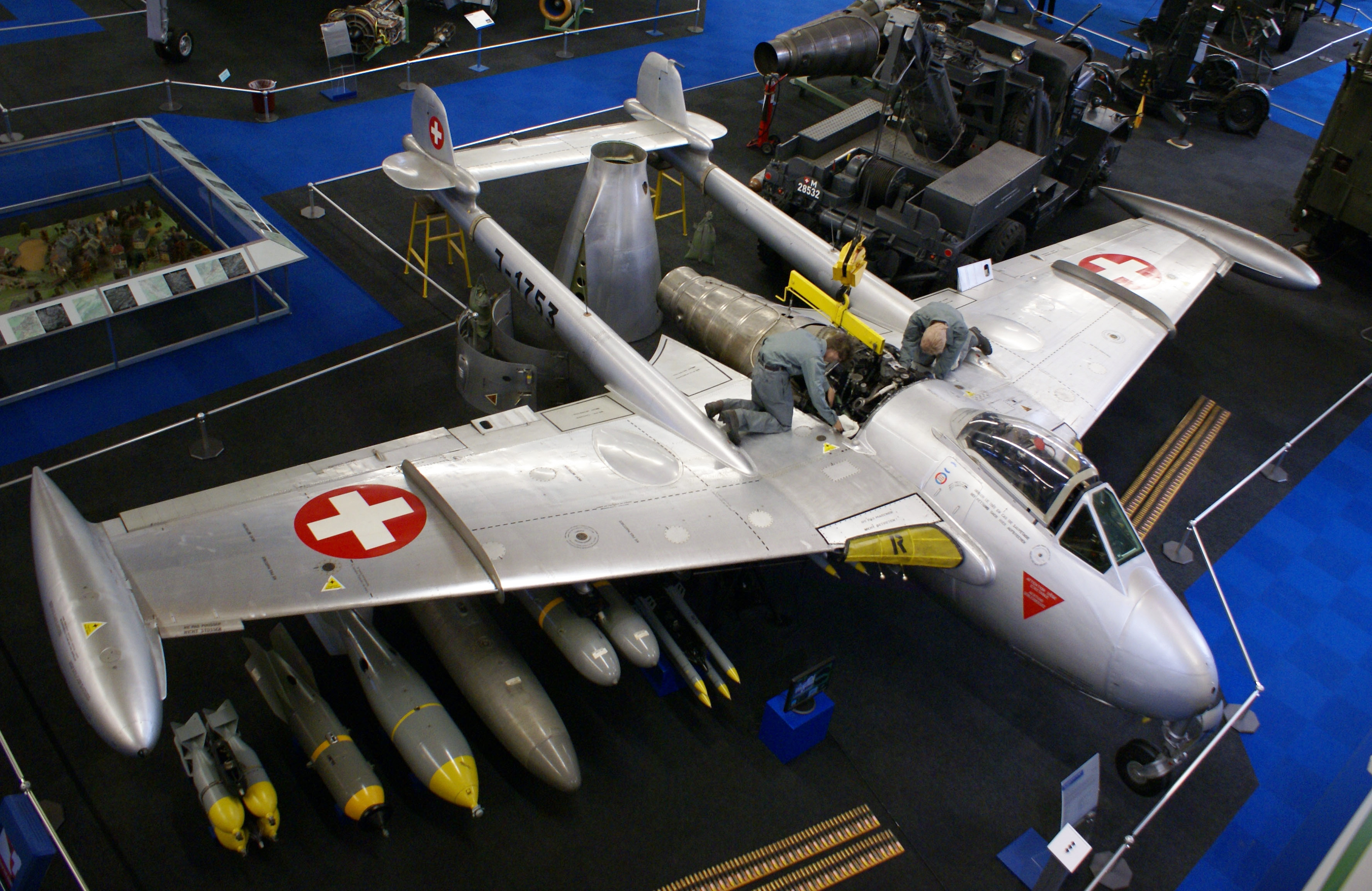
Venom švýcarského letectva s přehlídkou možné výzbroje.

Švýcarské konsorcium třech společností postavilo v licenci 150 letounů FB Mk.1 a 100 letounů FB Mk.4 pro švýcarské letectvo. Posledních 24 letounů verze FB Mk.1 bylo postaveno v průzkumné verzi označované FB Mk.1R. Tyto letouny byly v roce 1969 nahrazeny letouny Mirage IIIR. Poté bylo 8 Venomů FB Mk.1R dále používáno pro cvičné účely a zbytek byl přestavěn na klasickou verzi FB Mk.1. U švýcarského letectva sloužily letouny Venom všech verzí velmi dlouho – poslední z nich byl vyřazen až v srpnu 1983.

### Venezuela
V roce 1956 obdrželo venezuelské letectvo 22 letounů FB Mk.4, které dostaly označení FB Mk.54. Letouny byly dodávány od 1. prosince 1955 do 17. srpna 1956. Ve službě zůstaly až do roku 1965, kdy byly nahrazeny letouny Hawker Hunter.

## Dochované exempláře

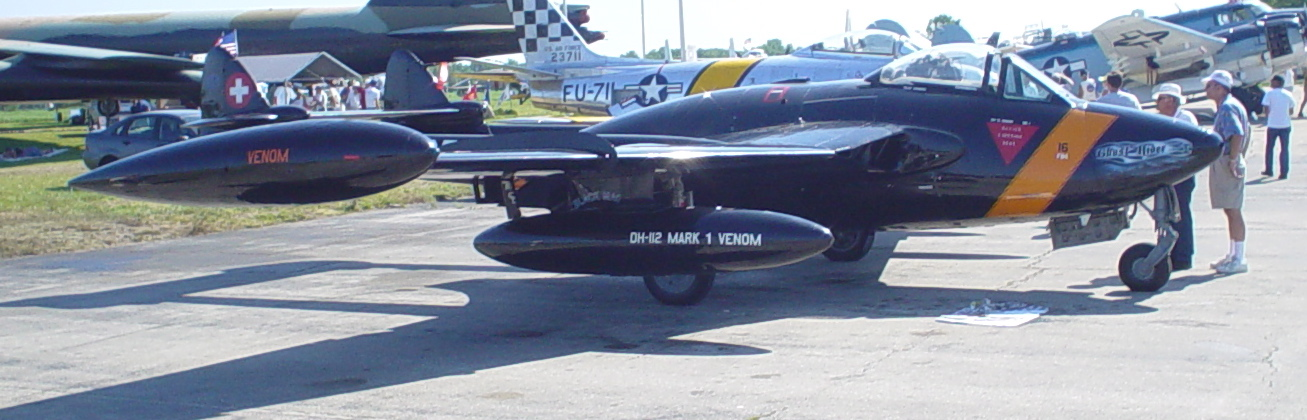
Původně švýcarský Venom v soukromém vlastnictví.

Letouny Venom se dochovaly v poměrně značných počtech částečně díky jejich dlouhé službě u švýcarského letectva. Ve Spojeném království se dochovalo několik strojů Sea Venom i několik strojů NF.3 a ve Švýcarsku postavených Venomů. Ve Švédsku se dochovaly dva stroje NF.51. Mnoho strojů se dochovalo i ve Švýcarsku a další švýcarské stroje jsou rozptýleny po celé Evropě. Jeden takový stroj je vystaven i v muzeu izraelského letectva na letecké základně Hatzerim v barvách iráckého letectva. V Austrálii se zachovalo několik Sea Venomů FAW.53. Venezuela vlastní jediný kompletní dochovaný v Británii postavený jednomístný Venom. Několik strojů je stále v letuschopném stavu.

## Varianty

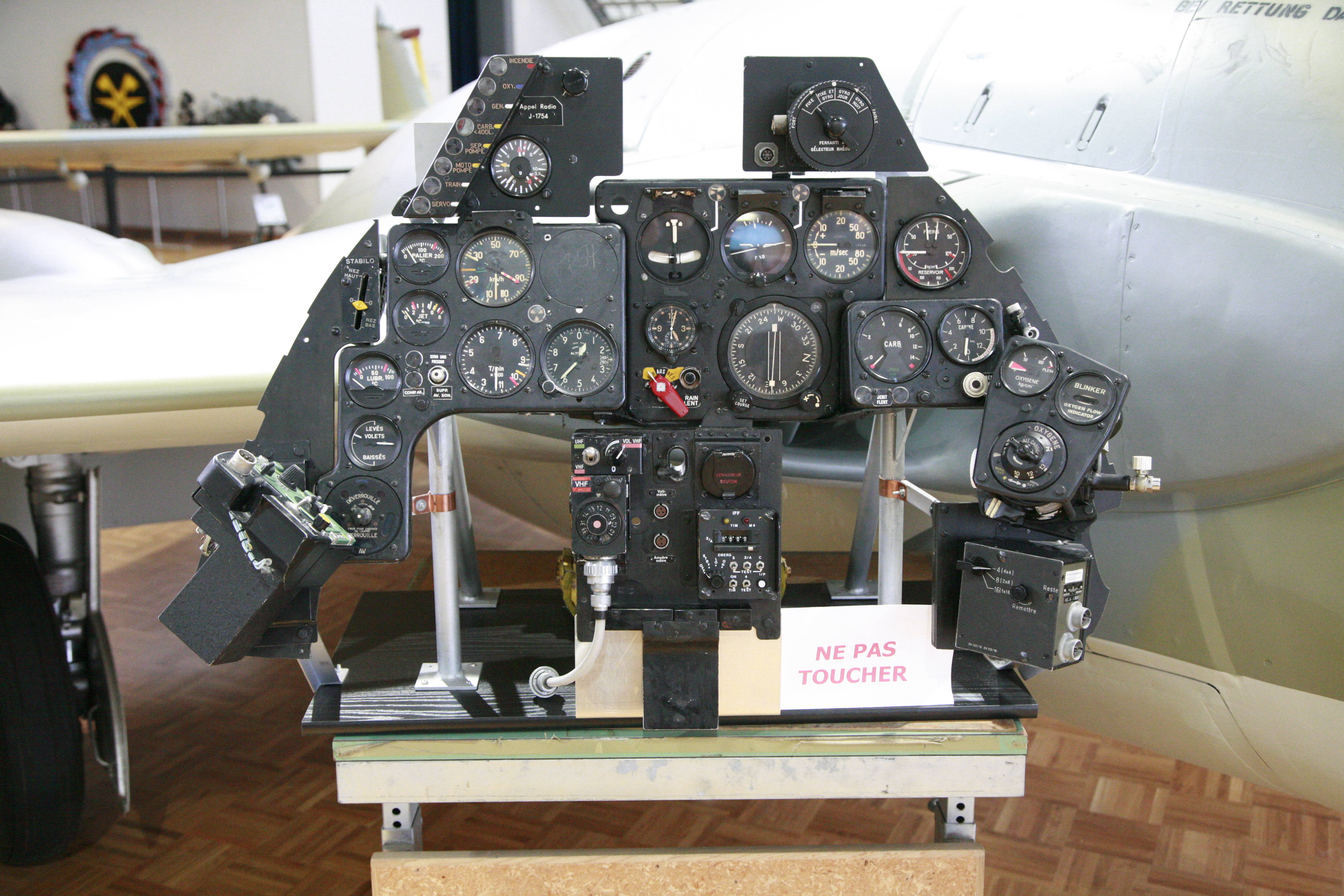
Přístrojový panel švýcarského letounu Venom

DH.112 Venom
Prototypy jednomístného stroje. Vyrobeny 2 stroje (VV612 a VV613).
FB Mk.1
První sériová verze jednomístného stíhacího bombardéru. Postaveno 375 strojů ve Spojeném království (jeden – WE381 – později přestavěn na prototyp FB Mk.4) a 150 strojů postaveno ve Švýcarsku (z toho 24 letounů pod označením Mk.1R). Celkem postaveno 525 letounů.
NF Mk.2
První verze dvoumístného nočního stíhacího letounu. Postaven 1 prototyp a 90 sériových letounů. Celkem vyrobeno 91 strojů.
- NF Mk.2A

Upravené letouny NF.2 s přepracovanými ocasními plochami a kapkovitým krytem kokpitu.
NF Mk.3
Vylepšená druhá noční stíhací verze. Postaveno 130 strojů včetně jednoho prototypu.
FB Mk.4
Konečná verze Venomů pro RAF. Jednomístný stíhací bombardér s motorem Ghost 105, vystřelovacím sedadlem a konstrukčními úpravami. Prototyp byl přestavěn z verze FB Mk.1 (WE381). Postaveno 150 strojů ve Spojeném království a 100 strojů ve Švýcarsku. Celkem postaveno 250 letounů.
FB Mk.50
Exportní verze používaná Itálií a Irákem. Postaveno 17 strojů.
NF Mk.51
Exportní verze nočního stíhacího letounu Mk.2. 62 letounů zakoupeno Švédskem, kde létaly pod označením J33.
FB Mk.54
Letouny verze FB Mk.4 pro Venezuelu. Postaveno 22 letounů.
FAW Sea Venom
Námořní verze letounu Venom. Postaveno 299 letounů. (viz samostatný článek)
SNCASE Aquilon
Licenční výroba letounů Sea Venom ve Francii. Postaveno 94 letounů. (viz samostatný článek)

## Uživatelé
Irák

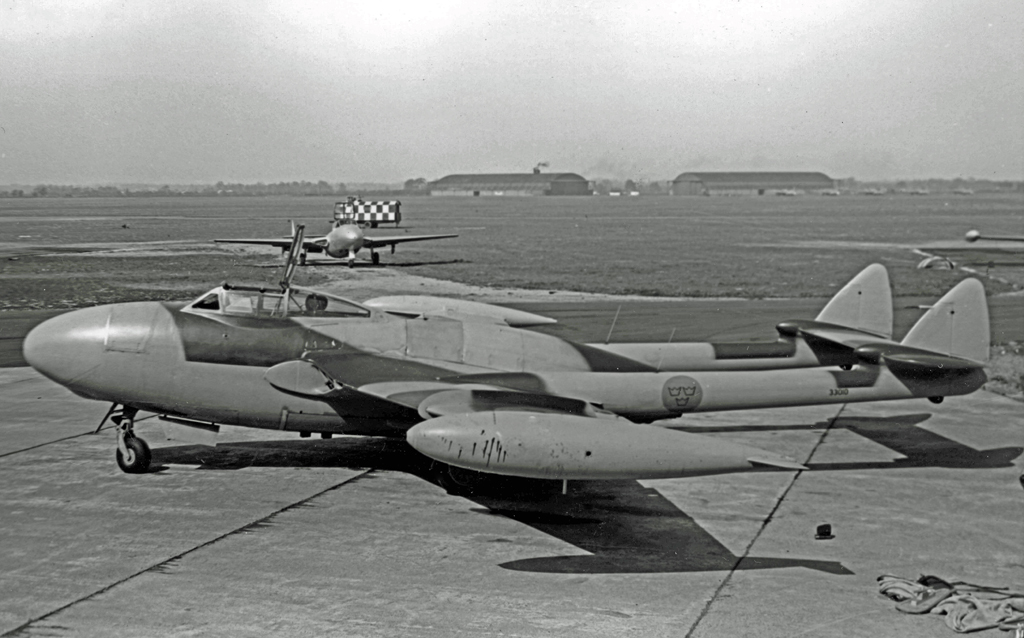
D.H.112 Venom NF.51, Švédské letectvo

- Irácké letectvo – zakoupilo 15 letounů verze FB Mk.50.[4]

 Itálie
- Italské letectvo – zakoupilo 2 letouny FB Mk.50.[4][16]

 Nový Zéland
- Royal New Zealand Air Force

 Spojené království
- Royal Air Force – hlavní uživatel letounů.

 Švédsko
- Švédské letectvo – obdrželo 62 letounů verze Mk.51.[2]

 Švýcarsko
- Švýcarské letectvo – obdrželo 250 letounů vyrobených v licenci ve Švýcarsku.[2]

 Venezuela
- Venezuelské letectvo – zakoupilo 22 letounů verze FB Mk.4.[4][16]

## Specifikace (Venom FB Mk.4)

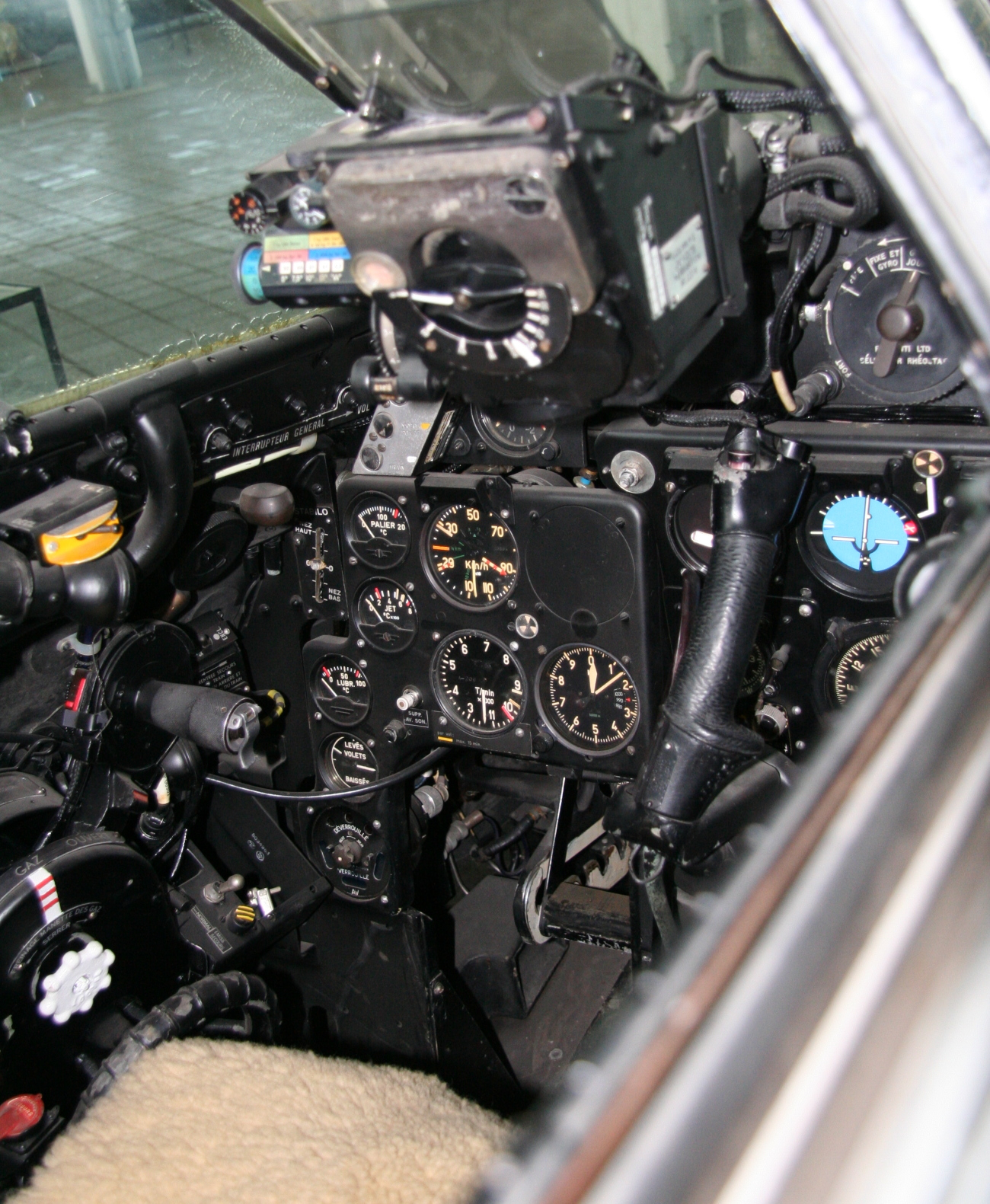
Kokpit dochoveného Venomu

Technické údaje pocházejí z publikace „Encyklopedie stíhacích letounů“.

### Technické údaje
- Posádka: 1
- Rozpětí: 12,70 m
- Délka: 10,06 m
- Výška: 2,03 m
- Nosná plocha: 25,99 m²
- Plošné zatížení: 267,2 kg/m²
- Prázdná hmotnost: 4 173 kg (údaj převzat z anglické wikipedie)
- Vzletová hmotnost: 6 945 kg
- Pohonná jednotka: 1× proudový motor de Havilland Ghost 105
- Tah pohonné jednotky: 22,9 kN

### Výkony
- Cestovní rychlost: ? km/h ve výšce ? m
- Maximální rychlost: 961 km/h na hladině moře
- Dolet: 1 730 km (934 námořních mil)
- Dostup: 14 630 m (48 000 stop)
- Stoupavost: 36,7 m/s (7 225 stop/min)

### Výzbroj
- 4× letecký kanón Hispano Mk.V ráže 20 mm se 150 náboji na zbraň
- 8× raketa RP-3 o hmotnosti 27 kg nebo
- 2× letecká puma o hmotnosti 1 000 liber (453,6 kg)

## Specifikace (Venom NF Mk.3)
Technické údaje pocházejí z publikace „Encyklopedie stíhacích letounů“.

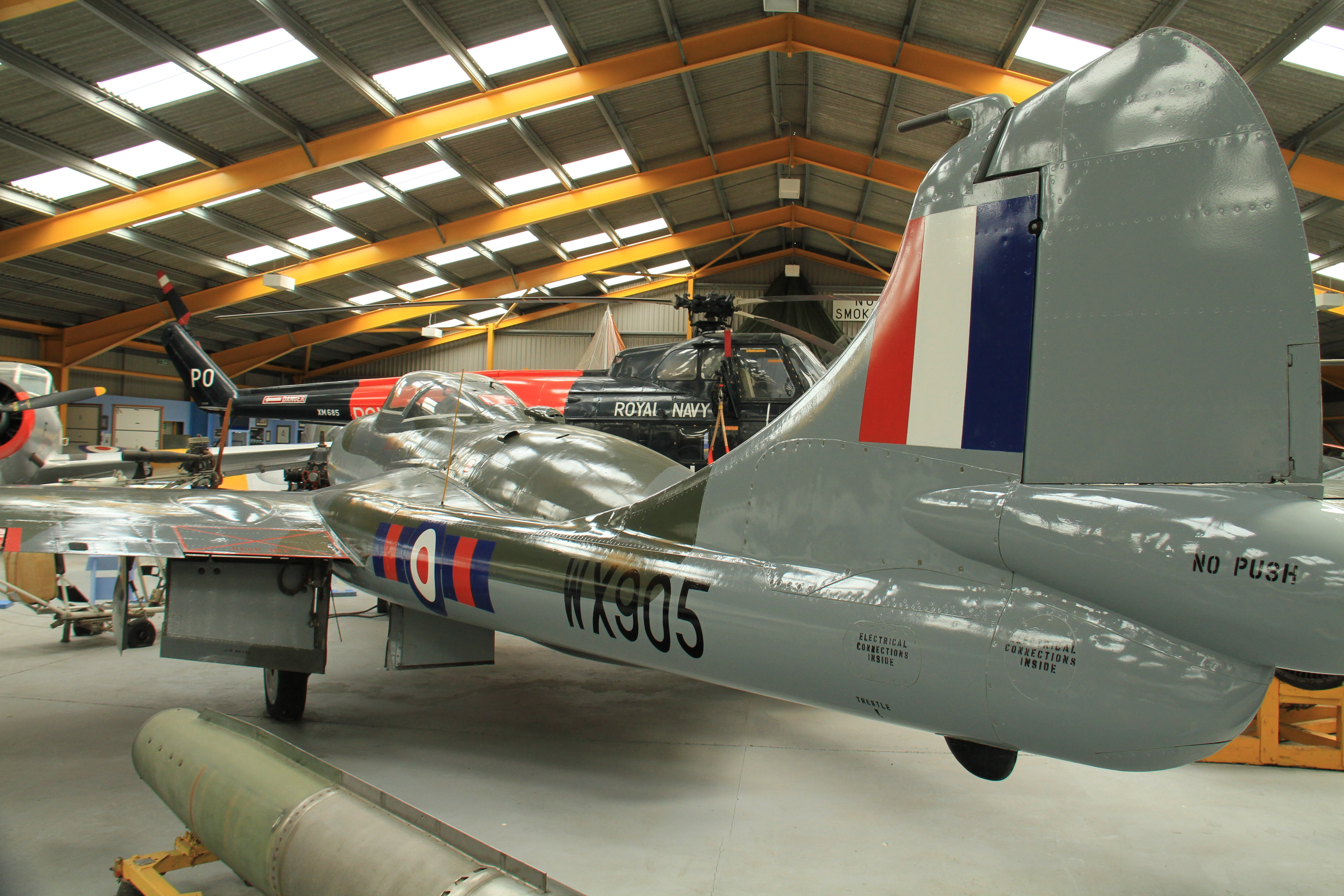
D.H.112 Venom NF Mk.3 (WX905)

### Technické údaje
- Posádka: 2 (pilot, navigátor/operátor radaru)
- Rozpětí: 13,06 m
- Délka: 11,17 m
- Výška: 1,98 m
- Nosná plocha: 25,99 m²
- Plošné zatížení: 267,2 kg/m²
- Prázdná hmotnost: ? kg
- Vzletová hmotnost: 6 532 kg
- Pohonná jednotka: 1× proudový motor de Havilland Ghost 105
- Tah pohonné jednotky: 22,9 kN

### Výkony
- Cestovní rychlost: ? km/h ve výšce ? m
- Maximální rychlost: 927 km/h na hladině moře
- Dolet: 1 609 km (869 námořních mil)[16]
- Dostup: 14 935 m (49 000 stop)[16]
- Stoupavost: 31,9 m/s (8 762 stop/min)[16]